# Jesús Clavería
Jesús Clavería Domínguez (Barakaldo, 4 gennaio 1968) è un ex giocatore di calcio a 5 spagnolo, campione del mondo nel 2000 nonché campione europeo nel 1996 e nel 2001 con la Nazionale spagnola.

## Carriera
Ha trascorso l'intera carriera nell'Inter Fútbol Sala, con cui ha vinto 7 campionati, 5 coppe e 6 supercoppe di Spagna nonché un European Champions Tournament e una Coppa UEFA. Ha esordito nella Nazionale di calcio a 5 della Spagna a Ostia il 2 marzo 1992 in Italia-Spagna 3-6, chiudendo la carriera nella selezione iberica il 14 maggio 2002 in Spagna-Ungheria 7-0. Ha partecipato al campionato mondiale del 1992 dove conquistò il bronzo e fu il portiere meno battuto del torneo, quattro anni più tardi a Spagna 1996 giunse all'argento e nello stesso anno vinse l'oro agli europei e fu nuovamente il portiere meno battuto. Nel 1999 ha fatto parte della nazionale spagnola giunta seconda al campionato europeo tra le mura amiche di Granada. Giunse all'oro mondiale al FIFA Futsal World Championship 2000 quando la Spagna ebbe la meglio in finale sul Brasile per 4-3, mentre l'anno dopo fu tra gli spagnoli vincitori all'europeo 2001 di Russia, ultima grande manifestazione a cui prese parte coi colori della Spagna. In totale, ha disputato 95 incontri con la Nazionale, senza realizzare reti.

## Palmarès

### Club
- Campionato spagnolo: 7
Interviú: 1989-90, 1990-91, 1995-96, 2001-02, 2002-03, 2003-04, 2004-05
- Coppa di Spagna: 5
Interviú: 1989-90, 1995-96, 2000-01, 2003-04, 2004-05
- Coppa UEFA: 1
Interviú: 2003-04

### Nazionale
- Campionato mondiale: 1

2000
- Campionato d'Europa: 2

1996, 2001